# 入植 Part.2
「入植 Part.2」（原題:End Game）は『X-ファイル』のシーズン2第17話で、1995年2月17日にFOXが初めて放送した。なお、本エピソードは「ミソロジー」に属するエピソードである。

## スタッフ
- 監督:ロブ・ボウマン
- 脚本:フランク・スポットニッツ

## キャスト

### レギュラー
- デイヴィッド・ドゥカヴニー - フォックス・モルダー特別捜査官
- ジリアン・アンダーソン - ダナ・スカリー特別捜査官

### ゲスト
- ミッチ・ピレッジ - ウォルター・スキナーFBI副長官
- ミーガン・リーチ - サマンサ・モルダー
- ピーター・ドゥナット - ウィリアム・モルダー
- レベッカ・トゥーラン - ティナ・モルダー
- スティーヴン・ウィリアムズ - ミスターX
- ブライアン・トンプソン - バウンティハンター
- コリン・カニンガム - ウィルマー大尉

## ストーリー
アメリカ海軍所属の原子力潜水艦、USSアレジエンスはボーフォート海を航行中に、海底で信号を発信する物体を発見した。アメリカ太平洋軍の命令を受けたアレジエンスはその物体を破壊しようとした。しかし、その物体は突如高周波を発し、アレジエンスを操舵不能に陥らせた。
スカリーは自分の部屋にやって来たモルダーが偽物だと見抜くが、モルダーに変装したバウンティハンターに殴られて気絶してしまう。本物のモルダーがスカリーの部屋に駆け付けるも、一歩遅かった。サマンサによると、バウンティハンターはスカリーと自分の身柄の交換を求めてくるという。また、バウンティハンターを殺すには首の付け根を突き刺すしかなく、もしそこを外してしまうと、エイリアンの有毒な血液が噴出して周囲の人間が死ぬのだという。さらに、サマンサは中絶医として勤務していたクローンたちが、実はエイリアンの遺伝子を受け継いでいることを明らかにした。彼らは人間の胎児の組織を得るために中絶医として勤務していたのである。エイリアンは1940年以降、地球への入植を目指しているのだという。しかし、エイリアンはクローン作製を自らの種の純潔を汚すものとみなしたため、バウンティハンターを送り込んでクローンを抹殺しようとしているのだという。
そのとき、スキナー副長官が2人に生存していたクローンたちが行方不明になったことを告げに来た。そこに、スカリーから電話がかかって来る。サマンサの言う通り、バウンティハンターはスカリーとサマンサの身柄の交換を要求してきたのである。モルダーとサマンサはベセスダにある橋へと向かった。その橋の近くには、スキナーとFBIの狙撃手がバウンティハンターを仕留めるために身を隠していた。身柄の交換が終わった後、サマンサはバウンティハンターにつかみかかった。この隙を突いて狙撃手がバウンティハンターを撃ったが、2人とも川に落ちてしまった。呆然自失となったモルダーだが、妹を守れなかったことを両親に謝罪する。父親はモルダーにサマンサからのメモ書きを渡した。そこにはメリーランド州にある病院の住所が書かれていた。モルダーはサマンサが生きていることを願っていたが、スカリーからの電話でサマンサの死体が見つかったことを知る。スカリーが電話を切った後、サマンサの死体は溶けて緑色の液体になっていた。
その頃、モルダーはメモ書きにあった病院にいた。そこで、モルダーはサマンサのクローンたちに会った。クローンたちはそこで研究員として働いていたのである。クローンはモルダーに「私たちのうちの1人をサマンサと称してあなたの下に送り込んだの。せめてオリジナルのクローンだけでも守りたかったから。」「私たちはサマンサがどこにいるのか知っているわ」と明かす。自分が騙されていたことを知ったモルダーは、怒りのあまりクローンの頼みを断りその場を去ろうとした。しかし、その途中でバウンティハンターに殴られ気絶してしまった。クローンたちを殺したバウンティハンターは病院に火を放った。駆け付けた消防隊によって、モルダーは救出された。焼け跡を調べても、クローンが殺された証拠はもちろん、クローンが存在した証拠も出てこなかった。
ジョン・F・ケネディ・センター。モルダーはミスターXと会い、彼からバウンティハンターの居場所を聞き出そうとした。Xはバウンティハンターが乗っていた宇宙船はボーフォート海で見つかったが、アメリカ海軍によって既に隠滅されたと告げる。モルダーはスカリーに「自分の後を追うな」というメールを残した後、単身北極海へ向かった。
そのメールを見たスカリーはスキナーに協力を求めたが、彼に断られた。モルダーのアパートの窓にXの文字を見つけたスカリーはそれを利用してミスターXと接触することに成功する。しかし、Xはスカリーに情報を渡すことを拒んだ。Xが帰ろうとしたとき、スキナーと遭遇してしまった。激しくもみ合った末、スキナーはXからモルダーに関する情報を入手することに成功する。
その頃、モルダーは北極海でアレジエンスを発見した。アレジエンスの内部に侵入したモルダーは生存者を発見する。その生存者はバウンティハンターの変装であった。モルダーはバウンティハンターを銃撃したが、急所を外れたために有毒の血液に触れてしまった。モルダーが気を失う直前、バウンティハンターはサマンサが生きていることを明かした。バウンティハンターはモルダーを外に放り出し、アレジエンスで逃走した。救助隊に発見されたモルダーは直ちに野戦病院に運び込まれた。当初、医師たちはモルダーの体温を上昇させようとしていたが、エイリアンのウイルスは低温化で死滅することを知っていたスカリーの主張を容れて、モルダーを氷水を張ったバスタブに入れた。
モルダーは無事生還することができた。スカリーはエイリアンのウイルスを科学的に分析したが、そのウイルスがどこから来たのかまでは分からなかった。また、バウンティハンターとアレジエンスの行方もつかむことができなかったという。モルダーは意識を取り戻すと、スカリーに「今回経験したことは自分が探し求めていた答えではなかったが、探し続けることへの信念を取り戻すことができた。」と語った。

## 製作

### 構想
本エピソードはフランク・スポットニッツが脚本を担当したシリーズ最初の回となった。スポットニッツが脚本を執筆するにあたって、クリス・カーターが執筆に協力した。スポットニッツのアイデアのほとんどが活かされたが、モルダーが普通の警察官をバウンティハンターと間違えて車で追跡し事故を起こすシーンはカットされた。そのシーンを撮影するための時間がなかったためである。
本エピソードで登場したサマンサ・モルダーはクローンであったことが判明する。本物のサマンサではなく、サマンサのクローンを登場させたのはクリス・カーターの意向によるものである。カーターは「『X-ファイル』が硬派なSFである以上、視聴者に多くの解答を提示するのは馬鹿げている。」と述べている。スポットニッツは「『X-ファイル』の製作スタッフはこの番組をSFテレビドラマではなく、SFの要素を取り入れたテレビドラマであると考えていた。例えば「入植 Part.1」「入植 Part.2」の2話はサスペンス要素が強い回になっている。」と述べている。

### 撮影
モルダーに扮したバウンティハンターがスカリーが宿泊する部屋を訪れるシーンはバンクーバーのスタジオで撮影された。このシーンでスカリーはバウンティハンターに殴られるが、その部分の撮影ではスタントウーマンがスカリーを演じた。バウンティハンターが使用したアイスピック状の武器はアルミニウムとアクリルで作られたもので、ハンターを演じるブライアン・トンプソンが着用する衣装に仕込まれた空気ホースで操作される。
バウンティハンターはスカリーをテーブルにたたきつけたが、そのときスカリーがうめき声をあげたのはFOXの放送倫理部門の指示によるものである。彼らはスカリーが怪我をしただけだということを視聴者に明示する必要があると主張した。スポットニッツはこの指示に対して、「不可解な論理だ。でもテレビ局で番組を作るときにはこうした論理にも従う必要がある。」と不満を述べている。
ミスターXとスキナーがエレベーターの中で殴り合いになるシーンは、ミッチ・ピレッジとスティーヴン・ウィリアムズ本人が演じたが、監督のロブ・ボウマンがその出来に満足できなかった。3人の話し合いの結果、殴られるXにスタントマンを起用することにした。再度の撮影でピレッジがスタントマンをかなり強く殴ったため、セットの壁が壊れてしまった。ウィリアムズは「このシーンの撮影に臨むにあたって1985年に出演した映画『チャック・ノリスの 地獄のヒーロー2』で学んだことが役に立った」と述べている。
北極海でのシーンを撮影するにあたって、140トンもの雪と氷がスタジオに運び込まれ、5日間の撮影中、スタジオ内は雪と氷が解けださないように冷却された。USSアレジエンス内部のシーンの撮影はカナダ海軍から借り受けた戦艦の内部が使われた。

## 評価
1995年2月17日、FOXは本エピソードを初めてアメリカで放映し、1750万人の視聴者（1070万世帯）を獲得した。
本エピソードは批評家から高く評価されている。『エンターテインメント・ウィークリー』は本エピソードにA-評価を下し、「気迫に満ちた必見のエピソードだ。視覚的にすばらしい出来のラストを誇るエピソードだ。」と評している。『A.V.クラブ』のザック・ハンドルンは本エピソードにA評価を下し、「スカリーを暴力の被害者にして感傷を誘ったのは興ざめだが、「入植 Part.2」は『X-ファイル』の最高のエピソードの一つだ。」「ミスターXとスキナーが殴り合いになるシーンはシーズン2で最も素晴らしい場面の一つだ。」と述べている。ミシェル・ブッシュは著書『Myth-X』で「「入植 Part.2」はモルダーとスカリーが片方だけでは真実を追求できないというシリーズの隠れた前提を的確に示している。」「他者がモルダーとスカリーに対して下す決断が2人を危険にさらすかもしれないということが強調された回でもある。」と評している。
クリス・カーターは「入植 Part.1」「入植 Part.2」に関して「あの2話は、モルダーとスカリーが真実を追い求めるというシリーズの背骨を形づくったエピソードだ。これ以降、スカリーも政府とエイリアンの陰謀を信じるようになった。」と評している。 